# Hana Takahashi
Hana Takahashi (高橋 はな Takahashi Hana?), född 19 februari 2000 i Saitama prefektur, är en japansk fotbollsspelare som spelar för Urawa Reds.
Hana Takahashi spelade 1 landskamper för det japanska landslaget.